# Кёрёши, Йожеф
Йо́жеф Кё́рёши (венг. Kőrösy József, Hajduska József; 1844—1906) — венгерский статистик.
В 1870 назначен директором статистического бюро Пешта, которое под его управлением заняло одно из первых мест среди статистических учреждений больших городов Европы.
Некоторые работы Кёрёши представляли теоретический интерес для санитарной статистики, статистики смертности, городских финансов. То же самое можно сказать и о его сочинениях.

## Основные труды
- «Limites de la démographie» (Жен., 1882)
- «Methodologische Beiträge» (В., 1886).

По поручению статистического конгресса 1876 Кереши издал
- «Statistique internationale des grandes villes. I Section: Mouvement de la population» (Пешт, 1876— данные по 38 городам)
- «II Section: Statistique des finances» (Пешт, 1877 — данные 26 городов) и «Bulletin annuel des finances des grandes villes» (Пешт, 1877—1890).

## Использованная литература
- Кереши, Иосиф // Энциклопедический словарь Брокгауза и Ефрона : в 86 т. (82 т. и 4 доп.). — СПб., 1890—1907.